# رینگو استار
سر ریچارد استارکی (زاده ۷ ژوئیه ۱۹۴۰) که به رینگو استار معروف است، یک برنده جایزه اسکار و آهنگساز، خواننده، ترانه‌نویس و هنرپیشه انگلیسی و نوازنده درام معروف گروه بیتلز می‌باشد. او آخرین نفری بود که به اعضای گروه پیوست.
این خواننده و سایر اعضای گروه بیتلز انقلابی در حوزه موسیقی پدید آوردند.
استار در ۲۲ مارس ۲۰۱۸ مراسمی در کاخ باکینگهام در لندن مقام شوالیه را دریافت کرد. شاهزاده ویلیام، دوک کمبریج و نوه ملکه بریتانیا به دلیل دستاوردهای رینگو استار به دنیای موسیقی این مقام را به او اهدا کردند.

## فیلم شناسی
- شب‌زنده‌داری با بزن و بکوب (۱۹۶۴)
- کمک! (۱۹۶۵)
- زیردریایی زرد (۱۹۶۸)
- آبنبات (۱۹۶۸)
- مسیحی جادویی (۱۹۶۹)
- بگذار باشد (۱۹۷۰)
- لیستومانیا (۱۹۷۵)
- آخرین والس (۱۹۷۸)
- سلامم را به برود استریت برسانید (۱۹۸۴)
- توماس و دوستان (۱۹۸۶-۱۹۸۴)
- آب (۱۹۸۵)
- آلیس در سرزمین عجایب (۱۹۸۵)
- کوئین: سالهای جادویی (۱۹۸۷) (مستند)
- سیمپسون‌ها (۱۹۹۱)
- ستاره‌های پاپ: هرگز متوقف نمی‌شوند (۲۰۱۶)